# نیکون اف‌ام۱۰
نیکون اف‌ام۱۰ (به انگلیسی: Nikon FM10) یک دوربین عکاسی ساخت شرکت نیکون است.